# IC 1454
IC 1454 ist ein planetarischer Nebel im Sternbild Kepheus am Nordsternhimmel, der im Index-Katalog verzeichnet ist. Der Eintrag des Index-Katalogs nennt einen Bericht des Astronomen William Frederick Denning aus dem Jahr 1890 als Quelle, jedoch decken sich weder Koordinaten noch Sternzeichen.
George Ogden Abell erkannte, dass es sich bei diesem Objekt um einen planetarischen Nebel handelt und katalogisierte ihn 1955 und in Endform 1966. Darin wird er als 81. Eintrag erfasst und die Entfernung auf 2,514 kpc bestimmt.
Die Entfernung des Nebels wurde im Folgenden mit unterschiedlichen Methoden ermittelt, die zu Ergebnissen zwischen 4 und 12 kpc führen; eine L5-TB-Analyse aus dem Jahr 2004 deutet auf einen Abstand von 5,29 kpc entsprechend rund 17.000 Lichtjahren.